# Saint-Genès-de-Lombaud
Saint-Genès-de-Lombaud è un comune francese di 318 abitanti situato nel dipartimento della Gironda nella regione della Nuova Aquitania.

## Società

### Evoluzione demografica
Abitanti censiti